# Congreso Mundial de Ateos
El Congreso Mundial de Ateos (en inglés: World Atheist Conference) es un congreso mundial organizado por Atheist Centre (Centro Ateo), una institución de la India, en el que se debaten los problemas del hombre, las corrientes filosóficas y el desarrollo del ateísmo.

## Congresos
Por lo general, los congresos se han celebrado en la sede del Atheist Centre de Vijayawada (Andhra Pradesh, India), que se define como un centro mundial del pensamiento y la acción ateas.
| N.º | Fechas                     | Lugar                                                   | Tema                                                                              |
| --- | -------------------------- | ------------------------------------------------------- | --------------------------------------------------------------------------------- |
| 1   | 22-26 de diciembre de 1972 | Atheist Centre, Vijayawada, Andhra Pradesh, India       |                                                                                   |
| 2   | 25-¿? de diciembre de 1980 | Atheist Centre, Vijayawada, Andhra Pradesh, India       |                                                                                   |
| 3   | 24-27 de junio de 1983     | Helsinki, Finlandia                                     |                                                                                   |
| 4   | 4-6 de enero de 1996       | Atheist Centre, Vijayawada, Andhra Pradesh, India       | Positive Atheism for a Positive Future (Ateísmo positivo para un futuro positivo) |
| 5   | 7-9 de enero de 2005       | Atheist Centre, Vijayawada, Andhra Pradesh, India       | Atheism and Social Progress (Ateísmo y progreso social)                           |
| 6   | 5-7 de enero de 2007       | Atheist Centre, Vijayawada, Andhra Pradesh, India       | The Necessity of Atheism (La necesidad del ateísmo)                               |
| 7   | 5-7 de enero de 2009       | Atheist Centre, Vijayawada, Andhra Pradesh, India       | The March of Atheism (La marcha del ateísmo)                                      |
| 8   | 7-9 de enero de 2011       | Tiruchirapalli, Tamil Nadu, India                       | Atheism - An Alternative Culture (Ateísmo: una cultura alternativa)               |
| 9   | 6-7 de enero de 2016       | Auditorio Siddhartha, Vijayawada, Andhra Pradesh, India |                                                                                   |